# آرخیلا
فردیناند آرخیلا پازاخلیا (انگلیسی: Argila; ۲۶ دسامبر ۱۹۲۰ – ۸ ژانویهٔ ۲۰۱۵) معروف به آرخیلا، بازیکن فوتبال اهل اسپانیا بود که در پست دروازه‌بان بازی می‌کرد.
وی همچنین در تیم ملی فوتبال اسپانیا بازی کرده‌است.